# Buffalo Bill (série télévisée)
Pour les articles homonymes, voir Buffalo Bill (homonymie).
Buffalo Bill est une série télévisée américaine en 26 épisodes de 25 minutes créée par Tom Patchett et Jay Tarses, diffusée entre le 1er juin 1983 et le 29 mars 1984 sur le réseau NBC.
En France, la série a été diffusée à partir du 22 janvier 1985 sur TF1, sur la case de 12 heures.

## Synopsis
Cette sitcom met en scène les mésaventures de Bill Bittinger, animateur d'un talk show, le Buffalo Bill Show, et de son équipe, dans une chaîne de télévision de Buffalo. 

## Distribution
- Dabney Coleman : « Buffalo » Bill Bittinger
- Max Wright : Karl Shub Sr.
- Joanna Cassidy : Joanna « Jo-Jo » White
- Geena Davis : Wendy Killian,
- Meshach Taylor : Tony Fittipaldi
- John Fiedler : Woodrow « Woody » Deschler
- Charles Robinson : Newdell Spriggs Jr.

## Épisodes

### Première saison (1983)
1. Pilot
2. Buffalo Beat
3. Woody Quits
4. Buffalo Bill and the Movies
5. Bill Proposes
6. Buffalo Bill Gets M*A*S*Hed
7. Guess Who's Coming to Buffalo?
8. Below the Belt
9. Ratings
10. True Love
11. The Fan
12. Hackles

### Deuxième saison (1983-1984)
1. Hit the Road, Jack
2. Jerry Lewis Week
3. The Interview
4. Company Ink
5. Jo-Jo's Problem [1/2]
6. Jo-Jo's Problem [2/2]
7. The Search High and Low for Miss WBFL
8. The Big Freeze
9. The Girl on the Jetty
10. Buffalo Bill and the Soviets
11. A Hero
12. The Tap Dancer
13. Have Yourself a Very Degrading Christmas
14. Church of the Poisoned Mind

## Récompenses
- Golden Globe Award 1984 : Meilleure actrice dans une série comique pour Joanna Cassidy